# Associazione Calcio Pavese Luigi Belli 1941-1942
Questa voce raccoglie le informazioni riguardanti l'Associazione Calcio Pavese Luigi Belli nelle competizioni ufficiali della stagione 1941-1942.

## Stagione
La nuova stagione 1941-1942 porta due sorprese, nonostante la retrocessione la "Pavese Luigi Belli" viene riammessa in Serie C, mentre l'altra sorpresa è quella di trovare nello stesso girone B l'altra società pavese, la "Vittorio Necchi" che è stata ammessa d'ufficio in Serie C. Le due squadre concittadine chiudono però il campionato agli ultimi due posti. Una stagione che ha portato il calcio pavese ad una svolta nell'estate del 1942, con la rinascita del vecchio Pavia. In questa tribolata stagione continue difficoltà hanno portato la squadra bianconera alla deriva. L'allenatore Giuseppe Marchi arrivato dal Fanfulla, ha avuto a disposizione una rosa ristretta di titolari, cosa che ha richiesto l'innesto di molti giovani del vivaio. Nel girone anche la meteora "Vittorio Necchi", le due squadre concittadine hanno fatto a gara nel collezionare brutte figure. La Pavese è partita collezionando dieci sconfitte di fila, primo sorriso (2-1) nel primo derby stracittadino il 4 gennaio 1942. Due le note positive al termine della stagione, la prima è che nonostante la difficile situazione in casa bianconera il centravanti Borghi realizza ben 18 reti, quasi la metà del bottino di 38 reti della squadra, la seconda arriva nell'estate 1942, ed è l'inevitabile svolta del calcio pavese con il ritorno del "vecchio" Pavia.

## Rosa
| N. |                   | Ruolo | Calciatore           |
| -- | ----------------- | ----- | -------------------- |
|    | Italia (bandiera) | C     | P. S. Acerbi         |
|    | Italia (bandiera) | A     | Stefano Aigotti      |
|    | Italia (bandiera) | D     | Luigi Asti           |
|    | Italia (bandiera) | C     | Ermanno Bertolotti   |
|    | Italia (bandiera) | A     | F. Borghi            |
|    | Italia (bandiera) | C     | Gino Bossi           |
|    | Italia (bandiera) | D     | Franco Rocchetta     |
|    | Italia (bandiera) | A     | Ettore Broglia       |
|    | Italia (bandiera) | P     | Franco Collimedaglia |
|    | Italia (bandiera) | C     | Giuseppe Collo       |

| N. |                   | Ruolo | Calciatore        |
| -- | ----------------- | ----- | ----------------- |
|    | Italia (bandiera) | D     | A. Danelli        |
|    | Italia (bandiera) | C     | A. Gallarati      |
|    | Italia (bandiera) | A     | S. V. Gonzales    |
|    | Italia (bandiera) | A     | L. Grassi         |
|    | Italia (bandiera) | D     | Mario Lovati      |
|    | Italia (bandiera) | C     | Nino Mangiarotti  |
|    | Italia (bandiera) | C     | Carlo Motta       |
|    | Italia (bandiera) | A     | Bruno Pagani      |
|    | Italia (bandiera) | D     | Annibale Razzini  |
|    | Italia (bandiera) | P     | Angelo Stangalino |

## Risultati

### Girone di andata
| Arbitro: | Cipriani (Milano) |

|                        |           |  |
| Mazza 35’ De Carli 76’ | Marcatori |  |

| Arbitro: | Costa (Chiavari) |

|  |           |                       |
|  | Marcatori | 39’ Viani 88’ Bigatti |

| Arbitro: | Loda (Brescia) |

|                                        |           |  |
| Cadei 49’ Giustacchini 55’ Zanotti 88’ | Marcatori |  |

| Arbitro: | Calvari (Milano) |

|                                                                                   |           |            |
| Mariotti 22’ Mantovani 32’, 56’ Grisanti 49’ Mantovani 60’, 66’ (rig.) 70’ (rig.) | Marcatori | 74’ Borghi |

| Arbitro: | Mondani (Milano) |

|                       |           |                                       |
| Borghi 58’ Grassi 66’ | Marcatori | 12’, 18’, 23’, 33’ Pomponi 89’ Melato |

| Arbitro: | Motta (Milano) |

|           |           |  |
| Spada 63’ | Marcatori |  |

| Arbitro: | Calvari (Milano) |

|                 |           |                                                |
| Borghi 30’, 91’ | Marcatori | 40’ Lombatti 61’, 85’ Ferrari 63’ (aut.) Collo |

| Arbitro: | Donati (Milano) |

|                                                                    |           |  |
| Bonizzoni II 29’, 65’, 75’ Moretti 30’, 40’ Bramanti 48’ Rossi 57’ | Marcatori |  |

| Arbitro: | Cipriani (Milano) |

|            |           |                           |
| Pagani 47’ | Marcatori | 20’ Bulgarelli 43’ Grandi |

| Arbitro: | Gorla (Lodi) |

|                                                  |           |  |
| Oriani 28’ Garavaglia 57’, 75’ Azzolini 82’, 87’ | Marcatori |  |

| Arbitro: | Caprioli (Milano) |

|                |           |             |
| Borghi 8’, 33’ | Marcatori | 40’ Buratti |

| Arbitro: | Rossi (Milano) |

|          |           |            |
| Fava 29’ | Marcatori | 58’ Pagani |

| Arbitro: | Cattoretti (Gallarate) |

|                |           |                               |
| Borghi 8’, 16’ | Marcatori | 36’ Merlin 55’, 57’ Meneghini |

| Arbitro: | Melioli (Genova) |

|  |           |                                       |
|  | Marcatori | 7’, 62’ Borghi 65’ Pagani 71’ Aigotti |

| Arbitro: | Selva (Torino) |

|            |           |  |
| Borghi 35’ | Marcatori |  |

### Girone di ritorno
| Arbitro: | Franchi (Milano) |

|                      |           |                                          |
| Pagani 3’ Borghi 38’ | Marcatori | 12’ Agrati 47’ De Carli 52’, 84’ Dugnani |

| Arbitro: | Marchesini (Modena) |

|                         |           |                      |
| Bigatti 72’ Pesenti 89’ | Marcatori | 33’ Borghi 60’ Collo |

| Arbitro: | Pirali (Arona) |

|                      |           |                     |
| Borghi 5’ Grassi 47’ | Marcatori | 29’ Nazzi 83’ Nalli |

| Arbitro: | Franzi (Vercelli) |

|                      |           |  |
| Borghi 9’ Acerbi 67’ | Marcatori |  |

| Arbitro: | De Luca (Bolzano) |

|                                                                      |           |                      |
| Tavellin 24’, 44’, 45’ Pellicari 54’ (rig.) Riccardi 67’ Facchin 69’ | Marcatori | 15’ Motta 51’ Pagani |

| Arbitro: | Boffardi (Genova) |

|                   |           |           |
| Lovati 76’ (rig.) | Marcatori | 41’ Guidi |

| Arbitro: | Del Nobolo (Milano) |

|                                                 |           |            |
| Loni 16’, 40’, 48’ Porcelli 41’, 80’ Degara 42’ | Marcatori | 28’ Pagani |

| Arbitro: | Neri (Vicenza) |

|            |           |                                                           |
| Borghi 54’ | Marcatori | 15’ Rossi 23’, 50’ Barsanti 62’ Bramanti 70’ (aut.) Bossi |

| Arbitro: | Quarantini (Genova) |

|                                        |           |  |
| Bulgarelli 33’, 61’ (rig.) Romitti 63’ | Marcatori |  |

| Arbitro: | Sverzellati (Piacenza) |

|            |           |             |
| Grassi 55’ | Marcatori | 11’ Granata |

| Arbitro: | Rossi (Milano) |

|                         |           |                       |
| Ravetta 25’ Bianchi 88’ | Marcatori | 46’ Borghi 64’ Grassi |

| Arbitro: | Codeluppi (Lodi) |

|                               |           |                   |
| Grassi 70’ (rig.) Broglia 83’ | Marcatori | 11’ (rig.) Fabris |

| Arbitro: | La Gioia (Molfetta) |

|                                  |           |             |
| Alberti 29’ Monti 40’ Merlin 52’ | Marcatori | 39’ Broglia |

| Arbitro: | Mazzoli (Genova) |

|                 |           |                           |
| Grassi 34’, 70’ | Marcatori | 20’ Caretta 23’ Bonifacio |

| Arbitro: | De Luca (Bolzano) |

|                          |           |            |
| Porciani 20’ Catuzzi 78’ | Marcatori | 51’ Borghi |